# Jens Selmer (skådespelare)

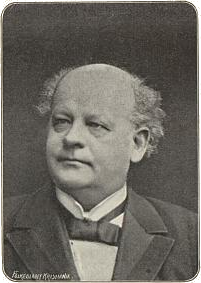
Jens Selmer.

Jens Andreas Ludvig Selmer, född den 14 juli 1845 i Kristiania, död den 21 maj 1928, var en norsk skådespelare, bror till Johan Peter Selmer, gift med Eleonora Josefine Nielsen.
Selmer debuterade i hemstaden den 10 maj 1865, medverkade ett par säsonger vid Björnsons secessionsteater, men var för  övrigt anställd vid Kristiania teater ända till dess upphörande 1899, senare, till 1908, vid Nationaltheatret. Till en början användes han i hjälte- och förste älskarfacket, men övergick snart till att spela komiska roller, bland andra Jeppe paa Bjerget, där han gick i Johannes Bruns fotspår, gamle Ekdal i Vildanden och Karl Hoff i En handske.

## Filmografi
- 1917 – Unge hjerter